# Glucydur

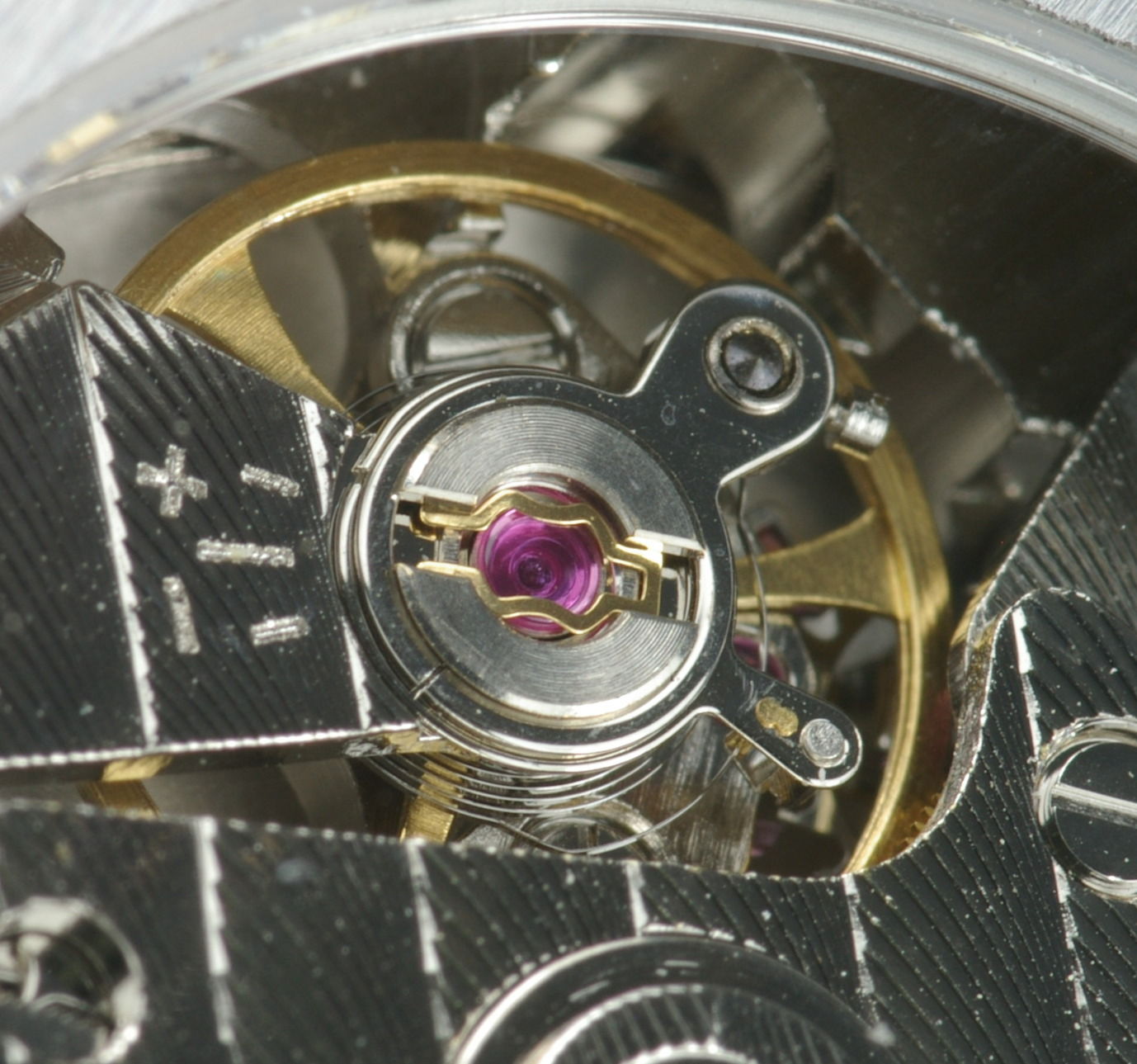
Volant compensador de color dorat d'un rellotge fabricat amb Glucydur

Glucydur és el nom comercial d'un bronze de beril·li (aliatge de coure, Cu, amb al voltant d'un 2% de beril·li, Be) amb una petita quantitat de ferro, Fe. És de color daurat i destaca per tenir un baix coeficient de dilatació, és a dir, les seves dimensions pràcticament no varien en variar la temperatura. S'utilitza per a la fabricació de rodes d'equilibri i d'altres parts dels rellotges mecànics. El nom Glucydur és una contracció de glucini, antic nom del beril·li degut al gust dolç de les seves sals, i de dur, per l'alta duresa del bronze de beril·li.
A més del seu baix coeficient de dilatació, la seva alta duresa (400 HB), el seu antimagnetisme, i la resistència a la deformació i al dany fa que sigui adequat per a la fabricació de peces de precisió que han de tenir una alta estabilitat dimensional, com el volant compensador dels rellotges mecànics (un dispositiu estabilitzador que funciona de manera anàloga al pèndol en un rellotge de pèndol). El Glucydur també és resistent a la corrosió. Fou desenvolupat gairebé al mateix temps amb un altre material no magnètic, Nivarox.